# Marcus Eriksson (ishockeyspelare)
Peter Marcus Eriksson, född 20 augusti 1985 i Norrköping, är en svensk professionell ishockeyforward som spelar för Södertälje SK i Allsvenskan.
Han är son till den före detta ishockeyspelaren Peter Eriksson.

## Klubbar
- HC Vita Hästen, Division 1 (2002/2003 – 2004/2005)
- IF Troja-Ljungby, Division 1 (2005/2006 – 2006/2007)
- Almtuna IS, Allsvenskan (2006/2007)
- HC Vita Hästen, Division 1 / Hockeyettan (2006/2007 – 2011/2012)
- VIK Västerås HK, Allsvenskan (2012/2013)
- HC Vita Hästen, Hockeyettan / Allsvenskan (2013/2014 – 2022/2023)
- Södertälje SK, Allsvenskan (2023/2024)
- Skellefteå AIK, SHL (2024/2025)
- Södertälje SK, Allsvenskan (2024/2025 –)